# Schloss Fürstberg

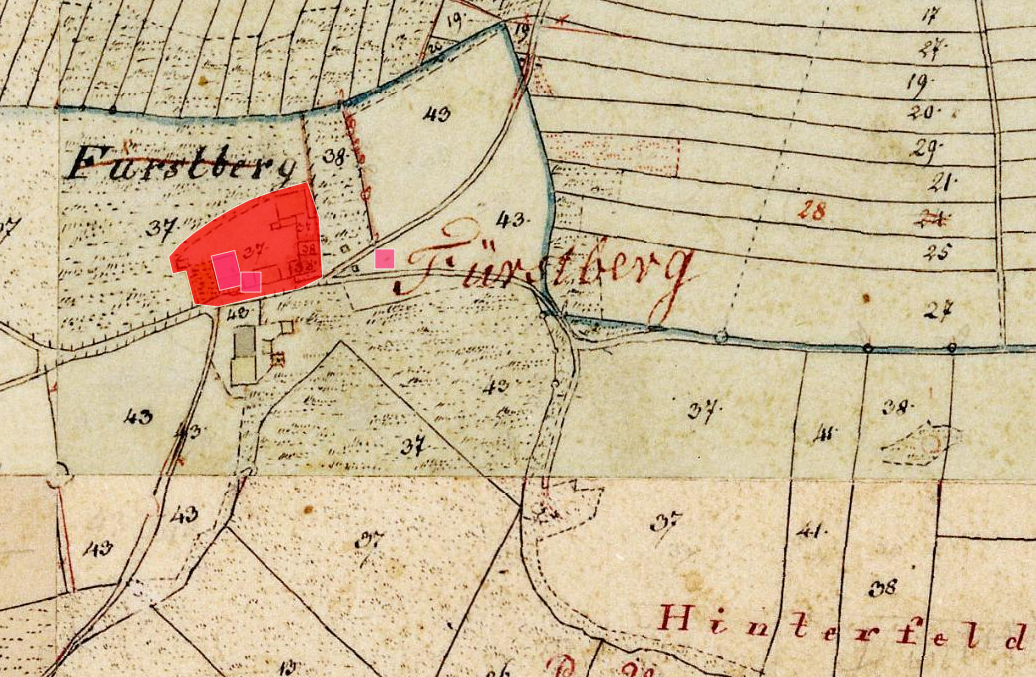
Lageplan von Schloss Fürstberg auf dem Urkataster von Bayern

Das Schloss Fürstberg ist ein ehemaliger Herrensitz in Fürstberg, einem Ortsteil der niederbayerischen Gemeinde Eppenschlag im Landkreis Freyung-Grafenau.
Die Anlage wird als Bodendenkmal unter der Aktennummer D-2-7145-0053 im Bayernatlas als „Untertägige Teile des frühneuzeitlichen Hofmarkschlosses Fürstberg mit zugehöriger Schlossökonomie (Schlossbauernhof)“ geführt. Zudem ist es unter der Aktennummer D-2-72-116-2 ein denkmalgeschütztes Baudenkmal in Eppenschlag.

## Geschichte
Unter den Bischöfen von Passau entstanden im Bereich von Eppenschlag durch Rodung um 1400 mehrere kleine Siedlungen, die unter der Herrschaft von lokalen Dienstmannengeschlechtern standen. Das heutige Schloss Fürstberg wurde von den örtlichen Herren Mitte des 17. Jahrhunderts errichtet.

## Beschreibung
Erhalten ist das ehemalige Herrenhaus, die übrigen Wirtschaftsgebäude des heutigen Dreiseithofes sind neueren Datums. Das Schloss ist heute das Wohngebäude eines Dreiseitenhofs. Es besitzt ein zweigeschossiges Steildach, Eckquaderungen und Aufzugsluken im Giebel. Es befindet sich in Privatbesitz und kann nicht besichtigt werden.